# Heinrich Steiner (Buchdrucker)
Heinrich Steiner, latinisiert Henricus Siliceus, auch Heinrich Stainer, H. Steyner und weitere Varianten, (geboren vor 1500; gestorben im März oder April 1548 in Augsburg) war ein Augsburger Buchdrucker und Gastwirt.
Heinrich Steiner war das uneheliche Kind unbekannter Eltern. Zwischen 1522 und 1548 wird er in den Steuerregistern der Stadt Augsburg als Drucker geführt und wird daher vor dem Jahr 1500 geboren worden sein. Als unehelich Geborenem war ihm der Zugang zu einer Zunft verwehrt, was seine anfänglichen Bemühungen, als Drucker in der Reichsstadt Fuß zu fassen, erschwerte. Seine ersten Druckerzeugnisse waren daher Flugschriften. Ab 1524 kamen reformatorische Texte hinzu, deren erster das Buch der Psalmen in Luthers Übersetzung war. Hinzu kamen Schriften wie Siben Ermanung aines cristenlichen Gebets... oder – bereits 1525 gedruckt – Ain unüberwindtich Beschyrmbiechlin von Hauptarticklen...
Im Jahr 1527 gelang es ihm, die Druckstöcke aus der Konkursmasse der Buchdrucker Marx Würsung und Sigmund Grimm zu erwerben, die bis dahin die wichtigsten Verleger renaissance-humanistischer Literatur in Augsburg waren. In der Folge stieg die Offizin Steiners zur bedeutendsten in Augsburg auf. Die Druckstöcke, allen voran die Holzschnitte des Petrarcameisters, ermöglichten ihm, ansprechend illustrierte, deutschsprachige Bücher zu verlegen. Auf den ersten Erfolg aufbauend, beauftragte er weitere Künstler Augsburgs wie Jörg Breu und Hans Burgkmair sowie Hans Schäufelein zur Erstellung von Druckvorlagen. Auch Heinrich Vogtherr der Ältere arbeitete für Steiner. Mit dem derart erweiterten Illustrationsstock stattete er auch unter dem bewussten Verlust des Textzusammenhangs weitere Drucke aus. 1529 erschienen die Flavii Vegetii Renati vier Bücher der Ritterschaft ..., eine Schrift zu Ehren des zehn Jahre zuvor verstorbenen Kaisers Maximilian I.
Durch seine Heirat im Jahr 1531 erlangte er das Augsburger Bürgerrecht, was seinen wirtschaftlichen Stand weiter verbesserte. Sein Repertoire erweiterte er um Praxisliteratur, etwa Adam Rieses Rechenung auff der linihen und federn..., das neben dem Rechnen auf Linien das Ziffernrechnen mit arabischen Ziffern beschrieb. Hinzu kamen Werke der Unterhaltungsliteratur, etwa Die schöne Magelone, die Steiner 1535 erstmals in einer deutschen Übersetzung von Veit Warbeck zum Druck brachte. Auch zeitgenössische Literatur wurde berücksichtigt, etwa Johannes Paulis Schimpf und Ernst heißet das Buch mit Namen, durchlauft es der Welt Handlung mit ernstlichen und kurzweiligen Exempeln, Parabeln und Historien – eines der eigenständigen Werke des Franziskaners und Schwankautors.
Besonders hervorgetan hat sich Heinrich Steiner als Verleger und Drucker klassischer Literatur sowohl der Antike als auch des Humanismus in deutscher Sprache. Durch Lehrer des erst 1531 in Augsburg eingerichteten Gymnasium bei St. Anna ließ er eigene Übersetzungen anfertigen, doch auch an bekannte Humanisten wie Marcus Tatius vergab er entsprechende Aufträge. Zu Steiners Sortiment gehörten Ausgaben von Ciceros De officiis (1533), Plutarchs Biographien unter dem Titel Von dem leben und Ritterlichen geschichten, der aller Durchleüchtigsten Griechen und Römern (1534) und Boccaccios De casibus virorum illustrium (1542). Auch Erstausgaben gehörten hierzu, wie die von Mariangelo Accursio besorgte editio princeps der Variae Cassiodors aus dem Jahr 1533. Darüber hinaus verlegte er Historiker wie Herodian, Pompeius Trogus, Thukydides, Demosthenes und Xenophon sowie die Werke Homers und Petrarcas. Zum Schrifttum der Wehrtechnik trug er mit dem sogenannten Feuerwerkbuch von 1420 bei, das von ihm in Augsburg 1529 erstmals gedruckt wurde. An medizinischer Literatur druckte Steiner1530 das Heilpflanzen-Lehrbuch Artzney Biechleinn der kreutter, gesamlet durch Johannem Tallat von Vochenburg. Bey dem allererfarnesten der aertzney Doctor Sricken zuo Wien von Johannes Tallat.
Seine Offizin war mit diesem Sortiment äußerst erfolgreich, und mit nachgewiesenen 923 Drucklegungen war Heinrich Steiner der größte Buchdrucker seiner Zeit in Augsburg. Eines der angesehensten Werke war eine vierbändige Pergamentausgabe der Bibel in Luthers Übersetzung, die Steiner 1534 druckte. Seinem unternehmerischen Erfolg entsprechend stieg seine Veranlagung von 450 Gulden in den 1530er Jahren auf 1000 Gulden in den Jahren von 1540 bis 1544. Bald danach geriet das Unternehmen in wirtschaftliche Schwierigkeiten. Zum Teil waren möglicherweise Auseinandersetzungen mit dem Augsburger Rat um Verstöße gegen Zensurauflagen hierfür verantwortlich, vor allem aber der sich verschärfende Konflikt zwischen Katholiken und Protestanten. Bereits 1545 musste er große Teile seines mobilen und immobilen Besitzes, insbesondere seine Druckanlagen verpfänden – bei auswärtigen Papiermachern hatte er Außenstände von 900 Gulden zu begleichen. Vermutlich führte der Schmalkaldische Krieg von 1546 bis 1547 zum endgültigen Untergang seines Unternehmens, das mit den wenigen Flugschriften, die noch hergestellt wurden, nicht mehr wirtschaftlich geführt werden konnte. Auch die Einnahmen der von ihm in den 1540er Jahren betriebenen Wirtshäuser änderten die Situation nicht. Im Jahr 1547 oder 1548 musste er Insolvenz anmelden und den Betrieb einstellen. Nach seinem Tod im März oder April 1548 wurde es seiner Frau Elisabeth am 5. Mai 1548 ausdrücklich untersagt, Inventar der Druckerei zu entwenden oder zu veräußern, ohne den Hauptgläubiger Hans Pittner in Kenntnis zu setzen. Aus der Konkursmasse erwarb der Frankfurter Buchdrucker und Verleger Christian Egenolff einen Teil der Druckstöcke.